# Шосе (фільм, 1996)
«Шосе» (англ. Freeway) — американський трилер 1996 року з Різ Візерспун та Кіфером Сазерлендом у головних ролях. Режисер і автор сценарію — Меттью Брайт.

## Сюжет
Ванесса Латц — неписьменна, бідна дівчина-підліток, що живе в нетрях Лос-Анджелеса. Після арешту матері за звинуваченням у проституції та вітчима-сутенера, вона тікає від соціального працівника на вкраденій машині, щоб залишитися з бабусею у Стоктоні, Каліфорнія. Перед від'їздом до Стоктона Ванесса прощається зі своїм хлопцем, і він на прощання їй дарує заряджений пістолет. Боб Вулвертон, серійний вбивця і ґвалтівник, знаний як «вбивця I-5», підбирає її, коли машина Ванесси ламається, і обіцяє підвезти її до бабусі.
Представившись дівчині психологом, Боб змушує Ванессу розповісти йому про свої проблеми у житті, у тому числі про те, що її мати займається проституцією, та про вітчима, схильного до сексуального насильства над дітьми. Раптом Ванесса показує Бобу світлину свого біологічного батька. Однак, насправді — це фото вбивці Річарда Спека . Боб зрештою розкриває свої справжні наміри і намагається вбити Ванессу. Попри замкнені зсередини двері автомобіля Ванесса стріляє в нього кілька разів і їй вдається втекти.
Її швидко заарештовують, і двоє детективів ведуть допит, звинувачуючи її в угоні автомобіля, незважаючи навіть на те, що Ванесса наполягала на тому, що Боб намагався вбити її і розповідав про інші вбивства. Боб виживає, але кулі зробили його інвалідом. Він втратив око, а обличчя було понівечене. Ванесса йде під суд, де всі спочатку вірять у те, що Боб — безневинна жертва, якою він і хоче всім здаватися. Ванесса потрапляє у в'язницю, а Боба та його дружину, світську левицю, яка й не здогадується про злочини Боба, вшановують як героїв.
Ванесса, спочатку налякана, зрештою знаходить собі подруг у в'язниці: лесбійку Ронду, яка вживає героїн, і Мескіту, іспанку, ватажка банди, яка допомагає їй вчинити побіг з в'язниці.
Тим часом детективи знову переглянули наявні докази, і почали підозрювати, що Ванесса говорить правду. Потім вони обшукали будинок Вулвертонів, де виявили у прибудові безліч порнографічних матеріалів та частини тіл. Зрозумівши, ким є її чоловік, дружина Вулвертона вчиняє самогубство, після того, як висловила недовіру щодо того, що Боб приховував наявність у нього дитячої порнографії. Приїхавши додому якраз вчасно, щоб побачити поліцейські машини біля свого будинку, Боб Вулвертон запанікував, і поїхав до будинку бабусі Ванесси. (Під час першої зустрічі з Ванессою він, очевидно, привласнив собі світлину її бабусі, з адресою написаною на звороті).
Зображуючи повію, Ванесса тим часом краде машину у передбачуваного клієнта і теж приїжджає до будинку бабусі (без кошика, який був у неї раніше). Ванесса знаходить Вулвертона, який убив бабусю і прикинувся нею, сховавшись під ковдрою, подібно до вовка з казки про Червону Шапочку. Ванесса, дізнавшись про Вулвертона, запитує, чому у бабусі такі великі зуби, і виявляється, що Вулвертон озброєний. Після запеклої боротьби Ванесса вбиває його. Детективи, що опинилися зовні, зрештою, ймовірно, реабілітують Ванессу.
Загалом вся подорож головної героїні в червоній спідничці з кошиком у руках до своєї бабусі по дорозі, на якій зустрічається Вулвертон (прізвище серійного вбивці, утворене від слова «вовк»), є алюзією на сюжет Червоної Шапочки. В ілюстраціях, показаних під час початкових титрів, також є вовк, який збирається з'їсти героїнь фільму.

## У ролях
- Різ Візерспун — Ванесса Латц
- Кіфер Сазерленд — Боб Вулвертон
- Вольфганг Бодісон — детектив Майк Брір
- Ден Гедайя — детектив Гарнет Воллес
- Аманда Пламмер — Рамона Латц
- Брук Шилдс — Мімі Вулвертон
- Майкл Террі Вайс — Ларрі
- Бокім Вудбайн — Чоппер Вуд
- Гільєрмо Діас — Флекко
- Бріттані Мерфі — Ронда
- Сьюзен Барнс — місіс Коллінз
- Кончата Феррелл — місіс Щітс
- Тара Сабкоф — Шерон
- Джулі Ераског — прокурор
- Лорна Рейвер — суддя
- Пол Перрі — поліцейський № 1

## Реакція кінокритиків
Кінокритик Роджер Еберт дав фільму «Шосе» три з половиною зірки з чотирьох і сказав: «Любіть це або ненавидьте (або робіть й те, й інше одночасно), ви повинні захопитися вмінням та найвищою віртуозністю Різ Візерспун та Кіфера Сазерленда».
Кінокритик Джо Болтейк з The Sacramento Bee дав фільму «Шосе» чотири зірки з чотирьох і назвав його «дикий, сміливий двигун — у привабливості, яка бере „високе“ від „інтелектуального“ та „низьке“ від „найнизчих“ і змішує це подібно до коктейлю».
Кінокритик Мік ЛаСалль із San Francisco Chronicle дав фільму «Шосе» чотири зірки з чотирьох і сказав, що це було «грубо в тому вигляді, в якому правда життя брутальна — тільки кумедніше».
Фільм отримав «Два підняті великі пальці» на шоу « У кіно з Ебертом і Репером». Роджер Еберт почав з того, що гра Різ Візерспун була «чудовою» і додав «Кіфер Сазерленд врівноважує це, натхненно граючи лиходія». Він також сказав, що фільм наповнений «гарною акторською грою». Він закінчив, описуючи фільм як «нав'язливо глядабельний» і зазначив, що гра Різ Візерспун обіцяє видатну кар'єру. Джин Сіскел повністю погодився з Ебертом і прокоментував, як гра акторів зачіпає правильні нотки душі. Єдиний недолік, який вони відзначили у фільмі, був той, що те, що відбувалося на екрані, було іноді «надто симпатично», але заявили, що це був «хороший фільм».

## Історія цензурування
- Спочатку фільм отримав рейтинг NC-17 від MPAA через виразні засоби зображення. Він був обрізаний, щоб отримати рейтинг R. Цензурована версія вийшла для показу кінотеатрів так само як і на VHS та DVD.
- Версія для США з рейтингом R фільму «Шосе» спочатку не була класифікована Австралійським Офісом з Класифікації Літератури та Кінофільмів. Дві сцени було видалено — явний образливий діалог на тему сексуального насильства між Бобом та Ванессою під час автомобільної поїздки на шосе I-5. Також був вилучений середній план мертвої бабусі Ванесси до кінця фільму — перед тим, як фільм був класифікований австралійським цензурним відомством як відповідний під рейтинг R18+.
- Версія для Великої Британії (Регіон 2) із сертифікатом 18+ фільму «Шосе» завдовжки лише 98 хвилин проти 102-хвилинної версії для США (Регіон 1) із рейтингом R.